# Bacuag
Bacuag (Bayan ng Bacuag) är en kommun i Filippinerna. Kommunen ligger på ön Mindanao och tillhör provinsen Surigao del Norte. Folkmängden uppgår till 12 206 invånare.
Bacuag delas in i 9 barangayer.

### Webbkällor
- Quick Tables: List of Municipalities
- Population and Housing